# Мангутов Нігмат Мухамеджанович
Нігмат Мухамеджанович Мангутов (15 вересня 1911, місто Ташкент, тепер Узбекистан — 18 листопада 1981, місто Москва, тепер Російська Федерація) — радянський узбецький діяч, 1-й секретар Кашкадар'їнського і Бухарського обласних комітетів КП Узбекистану. Депутат Верховної ради Узбецької РСР.

## Життєпис
Народився в родині робітника. У 1931 році закінчив Казахський технікум бавовництва.
У 1931—1938 роках — старший агроном Сузацького району Казахської РСР.
З 1938 по 1941 рік працював агрономом у земельних органах Ташкентської області.
Член ВКП(б) з 1941 року.
У 1941—1942 роках — заступник голови виконавчого комітету Ташкентської обласної ради депутатів трудящих.
З 1942 по 1944 рік — секретар Ташкентського обласного комітету КП(б) Узбекистану.
У 1944—1945 роках — 2-й секретар Бухарського обласного комітету КП(б) Узбекистану.
У 1945—1948 роках — 1-й секретар Кашкадар'їнського обласного комітету КП(б) Узбекистану.
У 1948 — березні 1951 року — 1-й секретар Бухарського обласного комітету КП(б) Узбекистану.
У 1951—1957 роках — заступник міністра бавовництва Узбецької РСР; 1-й заступник міністра радгоспів Узбецької РСР.
У 1956 році закінчив факультет партійного будівництва заочного відділення Вищої партійної школи при ЦК КПРС.
У 1957—1962 роках — начальник групи із сільського господарства, завідувач сільськогосподарського відділу Ради міністрів Узбецької РСР.
У 1962—1963 роках — 1-й заступник начальника Головного управління радгоспів при Раді міністрів Узбецької РСР; заступник міністра виробництва та заготівель сільськогосподарських продуктів Узбецької РСР.
У 1963—1965 роках — 1-й заступник голови Державного комітету з бавовництва Середньої Азії.
У 1965—1968 роках — технічний керівник сільськогосподарських контрактів Міністерства водного господарства СРСР в Алжирській Народно-Демократичній Республіці.
У 1968—1981 роках — начальник відділу сільського господарства Держплану Узбецької РСР.
Помер 18 листопада 1981 року в Москві.

## Нагороди
- орден Вітчизняної війни ІІ ст.
- чотири ордени Трудового Червоного Прапора
- два ордени «Знак Пошани»
- медалі
- Заслужений агроном Узбецької РСР